# Jacinta Kunić
Jacinta Kunić, hrv. vezilja i slikarica iz Perasta, Crna Gora
Osobitu pozornost privlači njena slika u crkvi Gospe od Škrpjela. To je Jacintin zavjetni i umjetnički rad, manja slika koja u tehnici veza prikazuje gornji dio oltarne Gospine slike. Predaja kaže kako je strpljiva umjetnica taj rad vezla oko 25 godina. Osim svilene, srebrne i zlatne niti koristila se i nitima prirodne kose za izvedbu frizura na prikazanim likovima. Rad je dovršen 1828. godine, a vezući je gotovo izgubila vid.
Slika je u tehnici veza. Reproducira gornji dio glavnog oltara crkve s ikonom Gospe od Škrpjela prekrivenom srebrnim okovom. Djelo je smatra jednim od najljepših radova iglom u Crnoj Gori. Prema njenom potpisu moglo se datirati njen rad. Sa strane se nalazi slikarska skica koja svjedoči Kunić nije bila samo strpljiva vezilja, nego i nadarena slikarica.